# Cleome rubella
Cleome rubella är en paradisblomsterväxtart som beskrevs av William John Burchell. Cleome rubella ingår i släktet paradisblomstersläktet, och familjen paradisblomsterväxter. Inga underarter finns listade i Catalogue of Life.